# 11 Somerset
11 Somerset est une série télévisée canadienne en treize épisodes de 25 minutes produite par Trinôme et CinéGroupe, et diffusée entre le 19 septembre et 31 octobre 2004 sur Télé-Québec et A-Channel,,,.

## Fiche technique
- Réalisateur(s) : Pierre Blais
- Scénaristes : Emmanuel Aquin, Pierre Billon, Sonia Sarfati, Stanley Péan
- Compositeur(s) : Michel Cusson
- Compagnies de production : Trinôme et Cinégroupe
- Diffuseur : Télé-Québec

## Distribution
- Jamieson Boulanger : Olivier Marsan
- Jessica Malka : Laurence Lamera
- Lorne Brass : John Marsan
- Marie Turgeon : Hélène Lamera
- Daniel Rousse : Lenny Moss
- Joseph Antaki : Mario Benedetti
- Shawn Baichoo : Luc Blackburn
- Orphée Ladouceur-Nguyen : Thanh Beinh Nguyen
- Christian Paul (ko) : Anthony Murat
- Kathleen Mackey : Lucie Mercier
- Judith Baribeau : Magali Lemay
- Raymond Desmarteau : Paul Lamera
- Luc-Martial Dagenais : Denis Trudeau
- Frank Fontaine : M. Johnson
- Renée Girard : Mme Johnson
- Alex Bisping : Murray
- Jason Cavalier : Patrick Ranger
- Natalie Hamel-Roy : Mme Chamberland
- Jacques Lavallée : Dr George Vidal
- Michel Perron : M. Price
- Daniel Richer : Max
- Michael Sinelnikoff (en) : professeur Ramsay
- Martin Thibaudeau : Marc Grandpré
- Lucinda Davis (en) : Nancy
- Al Vandecruys : M. Laurence
- Neil Kroetsch : Igor Oumansky
- Nathalie Cavezzali : Dr Deleuze
- Sonia Vigneault (en) : journaliste
- Gabriel Gascon : M. Shapiro
- Ariane Frédérique : infirmière
- Yardly Kavanagh : infirmière
- Lynne Adams : Dianna Richards
- Francis-William Rhéaume : Marc-Antoine Lalande
- Alexis Jolis-Desautels : Jimmy
- Mélanie Beaulieu : Stéphanie Richards
- Gabrielle Bélanger : Rudy Nichols
- Sylvain Carrier : policier
- Karl Claude : gardien de BioGenix
- Genevieve Gocke : Catherine Simard
- Carrie Colak : policière
- Frank D'Amico : Jack Clairmont
- Pat di Stasio : Jeff
- Khan Hun : Nyang Njong
- Sylvain Landry : journaliste
- Renée-Madeleine Le Guerrier : Franny Heron
- Maxime Leclerc-Michon : concurrent
- Pierre Lenoir : gardien de musée
- Danette Mackay : Martina Link
- Bonfield Marcoux : prêtre
- Pier Paquette : David Jones
- Terrence Scammell (en) : animateur de radio
- Kwasi Songui (en) : agent de la sécurité spatiale
- Patrick Thomas : concurrent
- John Topor : inspecteur Temple
- Alex Woods : Yo
- Jean Pearson : Hector
- Véronique Pierre : Myriam Murat
- André Simoneau : extraterrestre
- Pierre Leblanc : Sims
- Jacques Bassal : meurtrier
- Stéphane Blanchette : docteur de la morgue
- Susan Glover : auditrice
- Michel Porgues : M. Chamberland
- Shane Rochon : Louis
- Sylvie Bisson
- Julie Burroughs
- Shane Christopher
- Thomas Donohue

## Récompenses
- Prix Gémeaux 2005 : Prix du meilleur site Web